# توم برولكس
توم برولكس (بالإنجليزية: Thomas Proulx)‏ هو مسير أعمال ورائد أعمال وعالم حاسوب وشخصية أعمال أمريكي، ولد في 18 نوفمبر 1961.